# ロデリック・レイナー・ペイジ
ロデリック・レイナー・ペイジ（Roderick Raynor Paige, 1933年6月17日 - ）は、アメリカ合衆国の政治家。ジョージ・W・ブッシュ政権1期目で7代目アメリカ合衆国教育長官を務めた。

## 生い立ちと初期の経歴
1933年6月17日にミシシッピ州モンティチェロにおいて誕生した。ペイジはモンティチェロ市内の黒人学校で初等教育を受けた。当時の学校機関は人種別に分けられており、ペイジは郊外の黒人学校に通わされた。ペイジは1951年にモンディチェロの職業高等学校を卒業し、ミシシッピ州ジャクソンのジャクソン州立大学に進学した。ペイジは1955年にジャクソン州立大学を卒業し、体育教育学の学士号を取得した。ペイジはジャクソン州立大学において優等生となり、またアメリカンフットボール選手としても活躍した。
大学卒業後、ペイジはミシシッピ州クリントンの高校で体育教師となった。だが教師生活開始から間もなく、ペイジはアメリカ海軍から召集を受け、高校教師を辞職した。ペイジは太平洋戦域での活動に参加し、沖縄の在日アメリカ軍基地で内科衛生兵として勤務した。
海軍を退役後、ペイジは1962年にジャクソン州立大学でフットボール部コーチとなった。1964年からはフットボール部の監督となった。この当時、ペイジは教育に強い願望を抱いていた。しかしながら当時のミシシッピ州では、黒人が大学院に入ることを認められていなかった。1968年、ペイジは大学院で学ぶためにジャクソン州立大学を離れ、インディアナ州のインディアナ大学に入学した。ペイジはインディアナ大学で1962年に修士課程を修了し、体育教育学の修士号を取得した。ペイジは続いて1970年に博士課程を修了し、体育教育学の博士号を取得した。

## テキサス州での教育
1971年にペイジはテキサス・サザン大学においてフットボール部の監督となり、加えて体育科の学科長に就任した。ペイジは1984年にテキサス・サザン大学でフットボール部の監督を退き、教育学部の学部長に就任した。ペイジはテキサス・サザン大学において、都市教育問題に強い関心を寄せた。ペイジは都市における学校制度の管理運営に関する問題を特化して扱う研究施設として、都市教育形成センターを設立した。
1989年にヒューストン学校区教育委員会の教育委員に立候補した。ペイジには政治経験が無かったが、学術的信頼と教育改革に対する考え方が受け入れられ、ヒューストンの共和党と民主党の両方から支持を受けた。ペイジは1990年1月から1994年までヒューストン学校区で教育委員及び理事を務め、学校区内の構造改革に関する作業部会で作業部長を務めた。ペイジは作業部会において「信条と理念に関する宣言」を作成し、教育の過程では無く教育の結果に基づいた地域教育政策を提起した。
ペイジは1992年にヒューストン学校区の教育委員長となり、1994年にヒューストン教育長に就任した。雑誌ヒューストン・マガジンはペイジについて、都市の成長と繁栄に貢献する「ヒューストンの最実力者25人」の1人に挙げた。ペイジは学校区の運営システムを見直し、合理化を図った。ペイジは教師と学生の教育能率を向上させることを目指し、チャーター・スクール制度を開始した。ペイジは一部の学校に対して職員や教科書・教育カリキュラムの選択権を与え、加えて教師に対する報奨金制度を導入した。
ペイジによる教育改革は2000年までに大きな成果として表れた。エデュケーション・ウィーク紙は、テキサス学力試験に合格する学生の割合が、1994年の49パーセントから1999年には74パーセントにまで上昇したと報告した。ペイジによる成果は「ヒューストンの奇跡」と呼ばれた。だがその一方で、中途退学率の割合が上昇するなどのマイナス面も見られたことから、CBSのドキュメンタリー番組『60 Minutes』はヒューストンの奇跡について「欺瞞である」とも言及した。
2001年、アメリカ学校管理者協会はペイジを年間最優秀教育指導者として表彰した。

## アメリカ合衆国教育長官

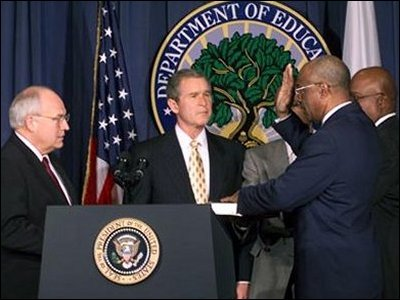
教育長官としての就任宣誓を行うペイジ

ヒューストンにおけるペイジの教育改革は、テキサス州のジョージ・W・ブッシュ州知事に高い評価を与えた。2000年11月にブッシュが大統領として当選すると、ペイジを新政権における教育長官に指名した。ペイジはヒューストン教育長を退き、2001年1月24日に教育長官として就任宣誓を行った。
ペイジはブッシュ政権において2001年の教育改革法の起草を支援した。加えてペイジは教育改革法とブッシュ政権の支持拡大のため、保守派評論家アームストロング・ウィリアムズと契約を結んだ。ペイジはウィリアムズに対して教育改革法をメディア上で賞賛するように依頼し、教育省はその対価としてウィリアムズに24万ドルを支払った。この教育改革法は地域間格差の是正を目的としたものであり、教育機会拡大や各学校の裁量権拡大などを基本方針とした。教育改革法は2002年1月8日にブッシュ大統領が署名を行い成立した。
2004年11月15日、ペイジは教育長官の辞任を発表した。ペイジはブッシュ政権の1期目の任期満了となる2005年1月20日に教育長官を退任した。

## 家族
ロデリック・レイナー・ペイジの父親は学校長および理髪師のレイナー・C・ペイジ (Raynor C. Paige)、母親は図書館員のソフィー (Sophie) であった。ペイジは5人兄弟の長子として生まれた。
ペイジは1956年7月に、ジャクソン州立大学時代からの恋人グロリア・クロウフォード (Gloria Crawford) と結婚した。ペイジはグロリアとの間に男子1人をもうけた。ペイジはグロリアと1982年に離婚した。